# Fårevejle Stationsby
Fårevejle Stationsby – miasto w Danii, w regionie Zelandia, w gminie Odsherred.